# Perugrampta denticula
Perugrampta denticula är en insektsart som beskrevs av Dietrich och Rakitov 2002. Perugrampta denticula ingår i släktet Perugrampta och familjen dvärgstritar. Inga underarter finns listade i Catalogue of Life.